# فينتشنزو بارون
فينتشنزو بارون (بالإيطالية: Vincenzo Barone)‏ هو كيميائي إيطالي، ولد في 8 نوفمبر 1952 في أنكونا في إيطاليا.